# Bieler Hof

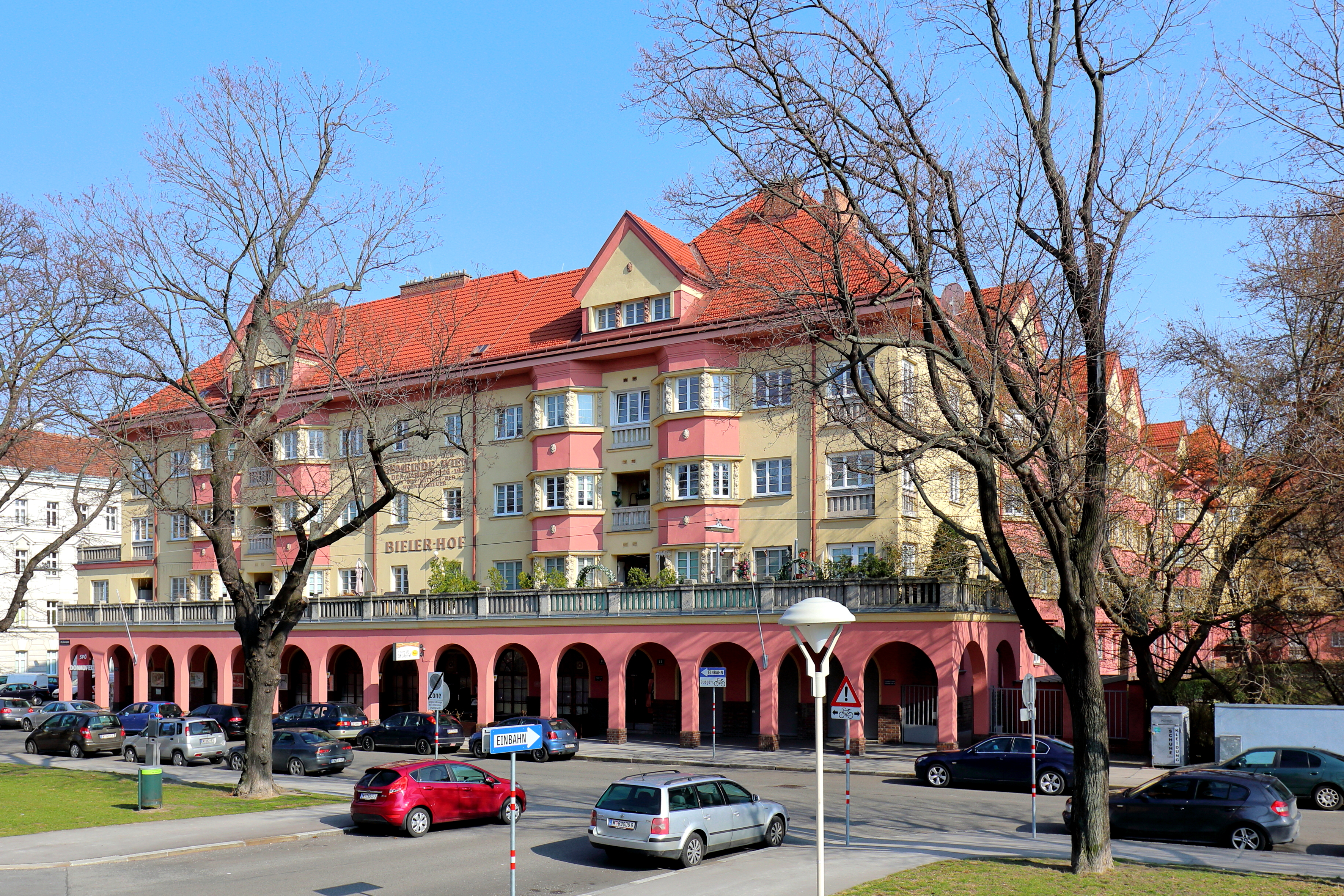
Bieler Hof in Floridsdorf

Der Bieler Hof ist ein Gemeindebau der Stadt Wien in Bezirk Floridsdorf. Die Wohnhausanlage steht unter Denkmalschutz (Listeneintrag).

## Geschichte
Dieser Bau wurde von 1926 bis 1927 nach Plänen von Adolf Stöckl errichtet. Der Gemeindebau erhielt seinen Namen im Jahr 1947 zu Ehren der Schweizer Stadt Biel, deren Einwohner nach dem Zweiten Weltkrieg eine großzügige Hilfsaktion für die Floridsdorfer Bevölkerung eingeleitet hatten.

## Architektur
Die Anlage gehört zu den Gemeindebauten des romantischen Baustils, die Fassaden sind reich dekoriert und enthalten Elemente wie von Erkern flankierte Loggien, hohe Spitzgiebel und kupferne Vordächer. Durchgehend ist die markante Gelb-Rot-Färbung.